# إصلاح إنجليزي
 الإصلاح الإنجليزي هو مصطلح يعبر عن سلسلة من الأحداث التي مرت بها إنجلترا في القرن السادس عشر، والتي أدت لانفصال كنيسة إنجلترا عن سلطة البابا والكنيسة الكاثوليكية.
ارتبطت هذه الأحداث بعملية أوروبية أوسع وهي عملية الإصلاح البروتستانتي، وهي حركة دينية وسياسية أثرت على ممارسة الدين المسيحي في معظم أنحاء أوروبا خلال هذه الفترة. ساهمت عوامل كثيرة في هذه العملية، أهمها: تراجع الإقطاع وظهور القومية، وصدور القانون العام، واختراع الطباعة وزيادة تداول الكتاب المقدس، ونقل المعارف والأفكار الجديدة بين العلماء والطبقات العليا والمتوسطة. ومع ذلك، كانت مراحل الإصلاح الإنجليزي، الذي شمل ويلز وأيرلندا أيضًا، مدفوعة بتغييرات في سياسة الحكومة، التي استوعبت تدريجيًا الرأي العام نفسه.
ومع فسخ هنري الثامن ملك إنجلترا لزواجه، أصبح الإصلاح الإنجليزي قضية سياسية أكثر منه نزاع لاهوتي، فقد سمح واقع الخلافات السياسية بين روما وإنجلترا، لبروز الخلافات اللاهوتية على السطح. حتى ذلك الوقت، كانت أموال الكنيسة ترسل مباشرة إلى الكنيسة الكاثوليكية في روما، وكان البابا صاحب القول الفصل حول تعيين الأساقفة. جعل الانشقاق عن الكنيسة في روما، ملوك إنجلترا أصحاب اليد العليا على كنيسة إنجلترا. أصبح بذلك الفصل في النزاعات المذهبية والقانونية مسئولية الملك، وحُرمت البابوية من إيرادات كنيسة إنجلترا والفصل في تعيين الأساقفة.
كان هيكل ولاهوت الكنيسة موضع خلاف عنيف لعدة أجيال، انتهى أخيرًا عن طريق انقلاب عسكري عُرف بالثورة المجيدة عام 1688، والتي نتج عنها التنظيم السياسي للكنيسة، وجعلت الكنيسة الكاثوليكية غير مشروعة في إنجلترا حتى القرن التاسع عشر.

## خلفية

### رغبة الملك هنري في إنجاب وريث ذكر

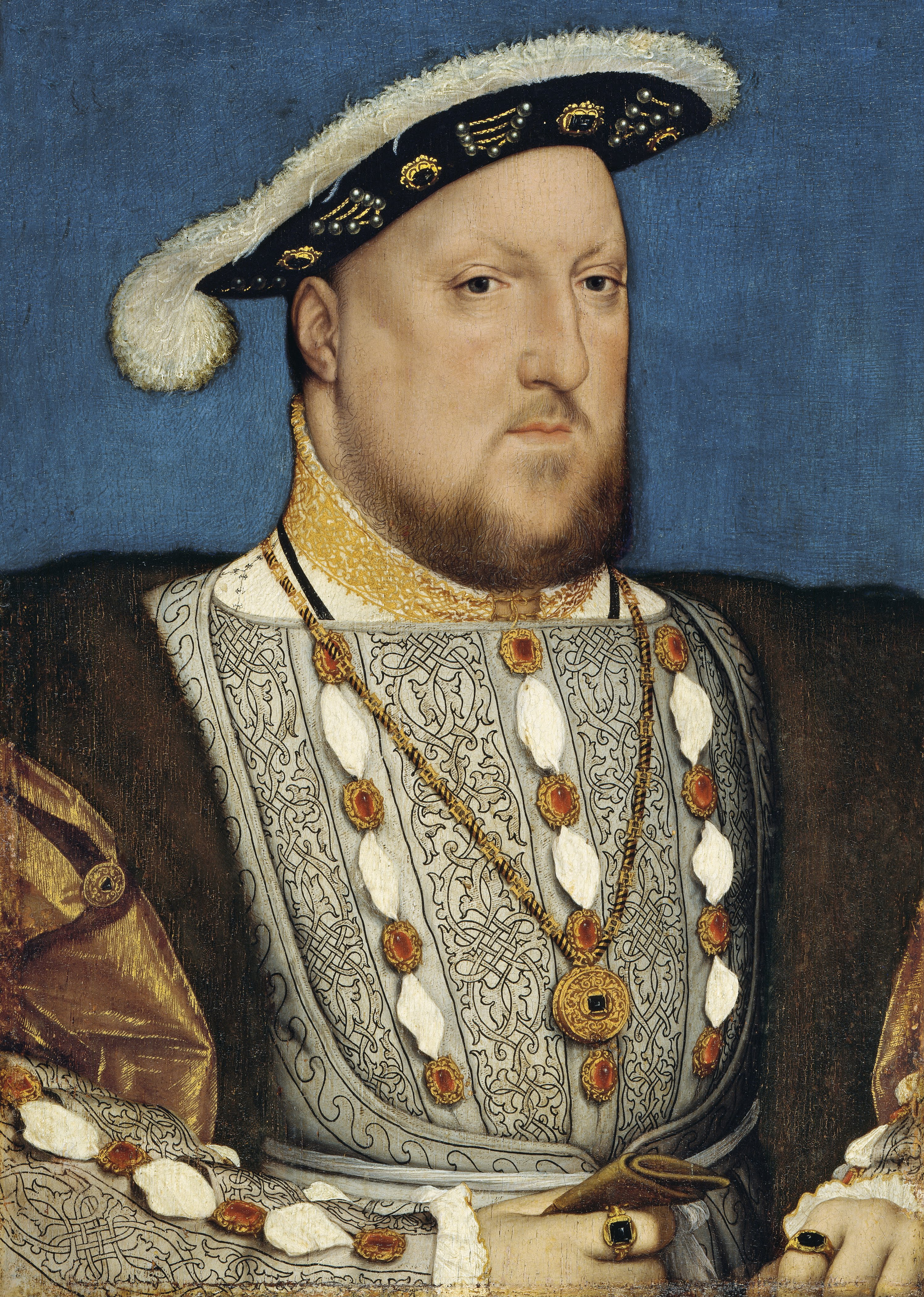
لوحة للملك هنري الثامن ملك إنجلترا بريشة هانز هولباين الأصغر. متحف تايسن بورنيميسزا ، مدريد.

جلس هنري الثامن ملك إنجلترا على عرش إنجلترا في عام 1509 عن عمر يناهز 17 عامًا. وقد نزوج من كاثرين أراغون أرملة آرثر أمير ويلز في يونيو 1509، قبل تتويجه في عيد منتصف الصيف. وعلى عكس والده هنري السابع ملك إنجلترا الذي كان محافظًا، ظهر الشاب هنري كمثال للفروسية وعنفوان الشباب. وكتابع للكنيسة الرومانية الكاثوليكية، حضر ما يصل إلى خمسة مراسم للقداس الإلهي في اليوم باستثناء موسم الصيد، كما سمح لنفسه أن يتأثر بمستشاريه الذين لم يكن بينهم أبداً ليلاً أو نهاراً. تركه هذا عرضةً بالتالي للشائعات.
وقد ساهم هذا في حالة من العداء بين معاصريه الشباب والسيد المستشار الكاردينال توماس وولسي الذي طالما كان والده يأخذ برأيه، وكانت الكاثوليكية الرومانية في عهده آمنة: في عام 1521، دافع عن الكنيسة الكاثوليكية الرومانية من اتهامات مارتن لوثر بدعة الهرطقة في كتبه بمساعدة كبيرة من أسقف روتشستر المحافظ جون فيشر - بعنوان الدفاع عن الأسرار السبعة، والذي حصل بموجبه على لقب «المدافع عن الإيمان» من قبل البابا ليو العاشر. احتفظ الملوك الإنجليز والبريطانيون المتعاقبون بهذا اللقب حتى الوقت الحاضر، حتى بعد انفصال الكنيسة الأنغليكانية عن الكاثوليكية الرومانية، ويعود ذلك جزئياً إلى أن البرلمان أعاد منحه اللقب في عام 1544 بعد الانشقاق عن الكنيسة الكاثوليكية. شمل أعداء وولسي في البلاط الملكي هؤلاء الذين تأثروا بالأفكار اللوثرية، آن بولين.

وصلت آن إلى البلاط الملكي في 1522 كخادمة شرف للملكة كاثرين، بعد أن أمضت عدة سنوات في فرنسا تحت إشراف الملكة كلود. كانت آن امرأة تتمتع السحر والأناقة والذكاء، مع الإرادة والوحشية التي جعلتها هدفًا جذب أنظار الملك هنري. كانت آن محادثة فرنسية مميزة ومغنية وراقصة، كما كانت مثقفة ومؤلفة تحدثت عنها العديد من الأغاني والقصائد. وبحلول عام 1527، أراد هنري إلغاء زواجه من كاترين  التي لم لم تكن قد أنجبت له وريثًا ذكرًا عاش أكثر من شهرين، وكان هنري يريد ابنًا لتأمين سلالة أسرة تيودور.

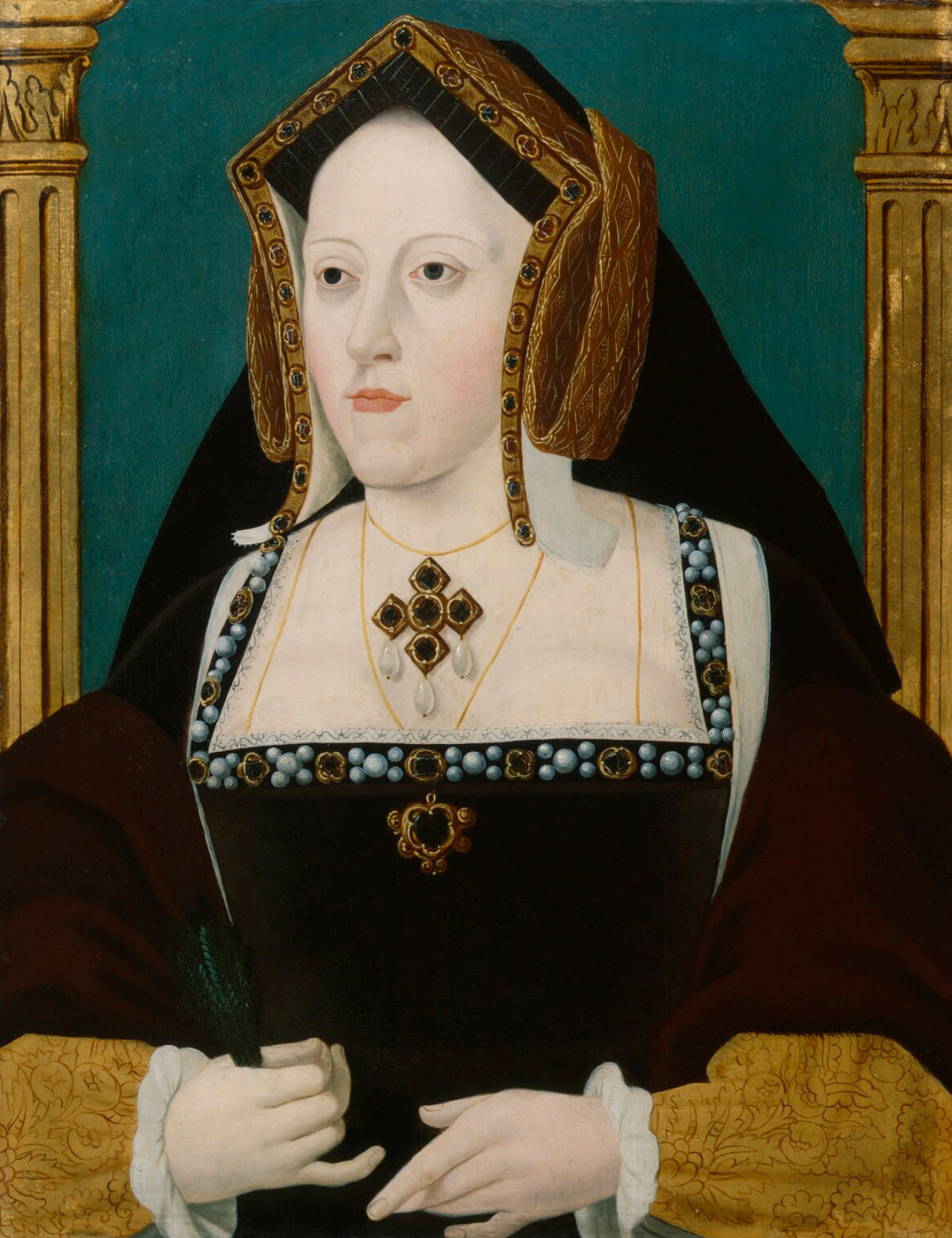
كاترين من عائلة أراغون، زوجة هنري الثامن الأولى. تُنسب اللوة إلى جوانز كورفوس، بمعرض ناشيونال بورتريت، بلندن.

قبل أن يتولى والد هنري الملك هنري السابع مقاليد العرش، كانت إنجلترا تعاني من حرب الوردتين للمنافسة على التاج الإنجليزي. أراد هنري تجنب حدوث حرب مشابهة في خلافة العرش. لم تنجب كاثرين إلا ماري، والتي أصبحت فيما بعد ماري الأولى ملكة إنجلترا.
ادعى هنري أن عد وجود وريث ذكر كان بسبب زواجه من كاثرين في نظر الله. كانت كاذرين زوجة أخيه آرثر أمير ويلز، ولذلك كان ضد تعاليم الكتاب المقدس لهنري أن يتزوجها كما جاء في سفر اللاويين 20:21؛ وكان هناك حاجة إلى إعفاء خاص من البابا يوليوس الثاني للسماح بالزواج في المقام الأول. جادل هنري بأن الزواج لم يكن ساريًا أبدًا لأن الحظر الكتابي كان جزءًا من القانون الإلهي غير القابل للكسر، وحتى الباباوات أنفسهم لم يستطيعوا الاستغناء عنه. في عام 1527، طلب هنري من البابا كليمنت السابع إلغاء الزواج، لكن البابا رفض. ووفقًا للقانون الكنسي للكنيسة الكاثوليكية، لا يستطيع البابا إلغاء الزواج على أساس عائق قانوني تم الاستغناء عنه في السابق. كما خشي كليمنت غضب ابن أخ كاثيرين، الإمبراطور الروماني المقدس كارلوس الخامس، الذي أقالته قواته في وقت سابق من هذا العام خلال احتلال روما عام 1527 وأخذته لفترة قصيرة كسجين للبابا.
ولّد مزيج من تأنيب الضمير وتأنيب أسرته رغبةً في تخليص نفسه من سلطة الملكة. أدّى اتهام مستشاره الكاردينال وولسي في عام 1529 بتهمة الخيانة ومحاولة أخذ سلطة البابوية فوق التاج، وما تلاه من قتله في نوفمبر 1530 أثناء طريقه إلى لندن لمحاكمته بتهمة الخيانة العظمى إلى مواجهة الملك هنري للمعارضة المُنارة للملكة وأولئك الذين كانوا يرغبون في التخلي عن الولاء للكنيسة الرومانية.

### النقاش والتشريع البرلماني

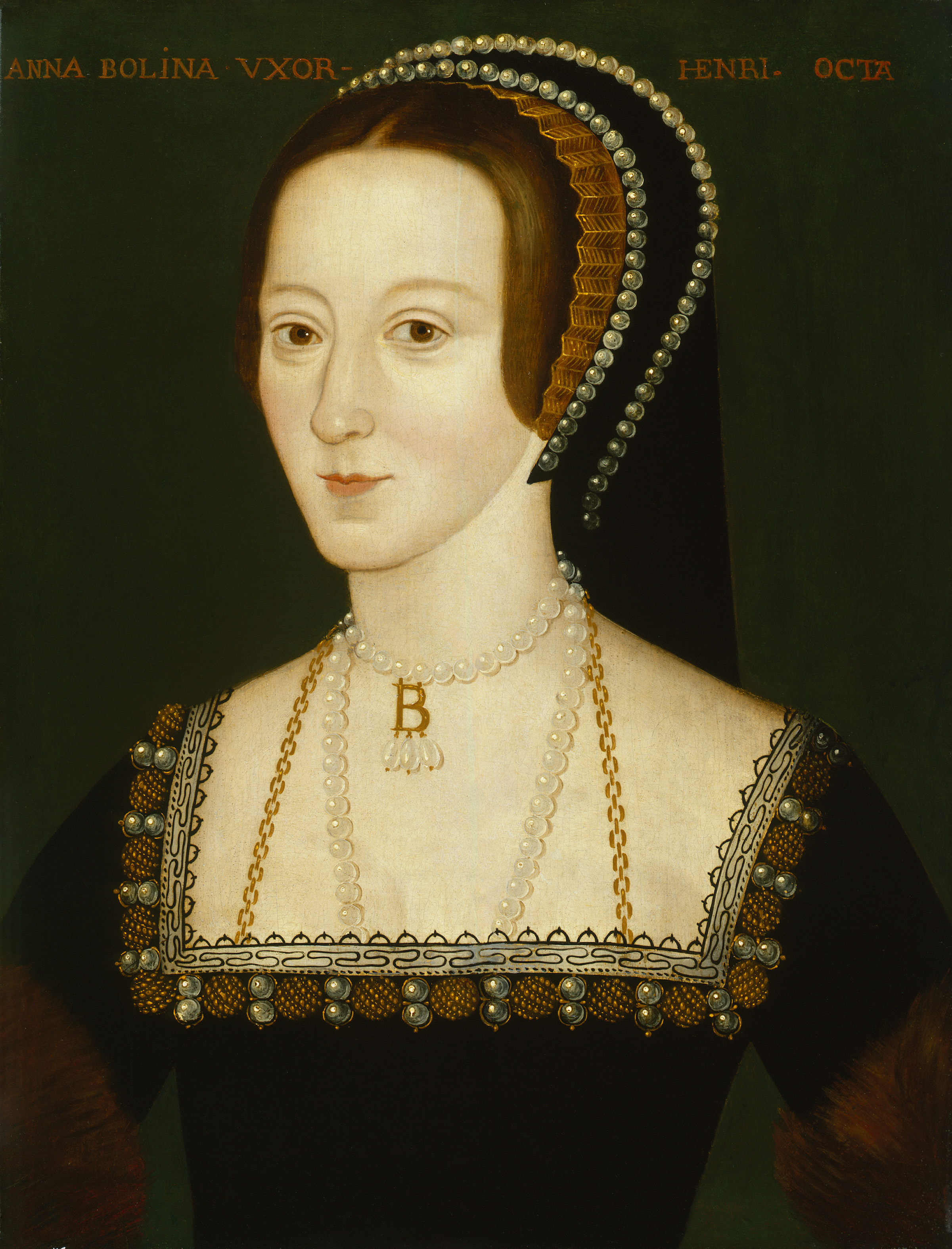
آن بولين، زوجة الملك هنري الثامن الثانية، معرض الصور الوطنية، لندن.

في عام 1529، استدعى الملك برلمان إنجلترا لإلغاء الزواج، وبذلك جمع بين الذين يريدون الإصلاح ولكنهم لا يوافقون على الشكل الذي يجب أن يتخذه وأصبح يعرف باسم برلمان الإصلاح. كان هناك محامون مشتركون استاءوا من امتيازات رجال الدين في استدعاء العلمانيين لمحاكمهم، كما كان هناك أولئك الذين تأثروا باللوثرية وكانوا معاديين للاهوت روما. كما أراد توماس هنري مور خليفة وولسي الإصلاح في صورة صياغة قوانين جديدة ضد الهرطقة.
كان كرومويل - الذي كان محاميًا وعضوًا في البرلمان - بروتستانتي. وكان يرى كيف يمكن استخدام البرلمان للنهوض بالسلطة الملكية التي أرادها هنري، ولنشر المزيد من المعتقدات والممارسات البروتستانتية التي أرادها كرومويل وأصدقاؤه. كان توماس كرانمر أحد أصدقائه المقربين، والذي سرعان ما أصبح رئيسًا للأساقفة.
في مسألة إلغاء الزواج، لم يكن هناك أي تقدم ممكن. بدا البابا أكثر خوفًا من الإمبراطور شارل الخامس أكثر من هنري. أرادت آن وكرومويل وحلفاؤهما ببساطة تجاهل البابا، لكن في تشرين الأول 1530 أشار اجتماع لرجال الدين والمحامين إلى أن البرلمان لا يستطيع تمكين رئيس الأساقفة من العمل ضد حظر البابا. هكذا قرر هنري أن يمارس القساوسة أعمالهم.

### إجراءات هنري ضد رجال الدين الإنجليز

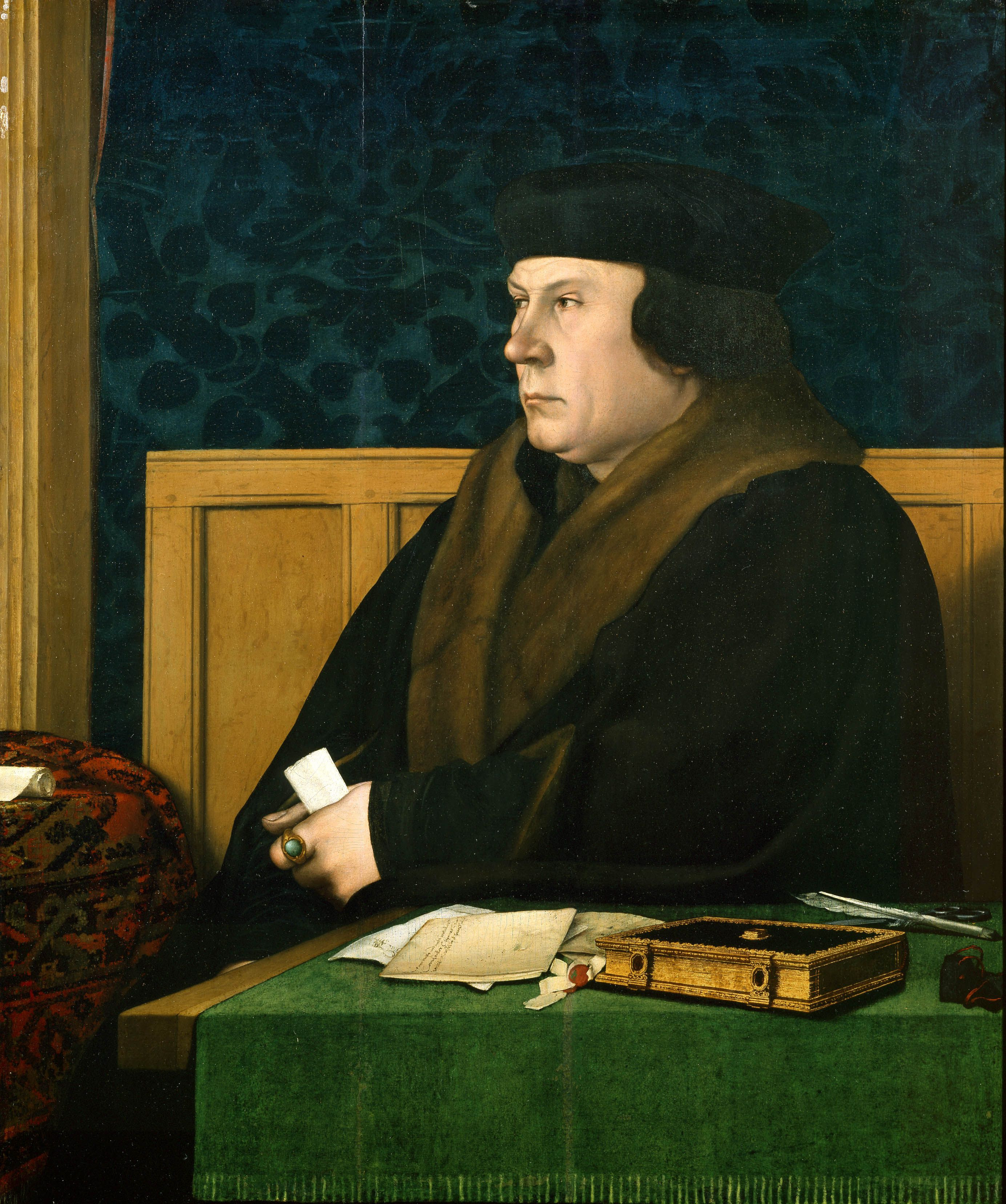
توماس كرومويل، أول أسقف لإسيكس (حوالي 1485 - 1540)، رئيس وزراء هنري الثامن 1532–1540.

بعد أن قام الملك هنري بإسقاط مستشاره الكاردينال وولسي، قرر في النهاية توجيه الاتهام إلى رجال الدين الإنجليز بكاملها كي يوافقوا على إلغاء زواجه. وقد استُخدم النظام الأساسي للبرلمان الذي سُن في عام 1392 ليمنع الخضوع لسلطة البابا أو أي حكام أجانب ضد الأفراد في سياق إجراءات المحاكم العادية. بعد أن اتهم أولًا أنصار الملكة كاترين، قرر الأساقفة جون فيشر، ونيكولاس ويست وهنري ستانديش وأرشديكون من إكسيتر، وآدم ترافرز، المضي قدمًا ضد رجال الدين كله. طالب هنري بمبلغ 100.000 جنيه إسترليني من حفل كانتربري وهو عبارة عن هيئة تمثيلية لرجال الدين الإنجليز كي يعفو عنهم، والذي تم منحه من قبل الدعوة في 24 يناير 1531. أراد رجال الدين دفع المبلغ على مدى خمس سنوات، لكن هنري رفض. ردت الهيئة بسحب دفعتها بالكامل وطالبت هنري بالوفاء ببعض الضمانات قبل أن يعطوه المال. رفض هنري أيضًا هذه الشروط، ووافق فقط على فترة السداد لمدة خمس سنوات وأضاف خمس شروط حدّدت ما يلي:
1. يعترف رجال الدين بهنري بأنه الحامي الوحيد والرئيس الأعلى للكنيسة ورجال الدين في إنجلترا.[21]
2. يتمتع الملك بسلطة القضاء
3. الحفاظ على امتيازات الكنيسة فقط إذا لم ينتقصوا من الامتياز الملكي وقوانين العالم الكاثوليكي.
4. يعفو الملك عفا عن رجال الدين لانتهاك القانون
5. كما تم العفو عن علماء الدين أيضًا.

في البرلمان، أضاف المطران فيشر ورجال الدين في الشروط عبارة «... بقدر ما تسمح كلمة الله...» وعلى أية حال، طلب وليام وارهام، رئيس أساقفة كانتربري، مناقشة لكنه قوبل بصمت مذهل. ثم قال وارهام: «يبدو أن الصامت موافق»، والذي رد عليه أحد رجال الدين، «ثم نحن جميعًا صامتون». وقد منح هذا الاجتماع الموافقة على المواد الخمسة للملك والدفع في 8 مارس 1531. وفي نفس العام، أقرّ البرلمان قانون العفو عن رجال الدين 1531.

### مزيد من القوانين التشريعية

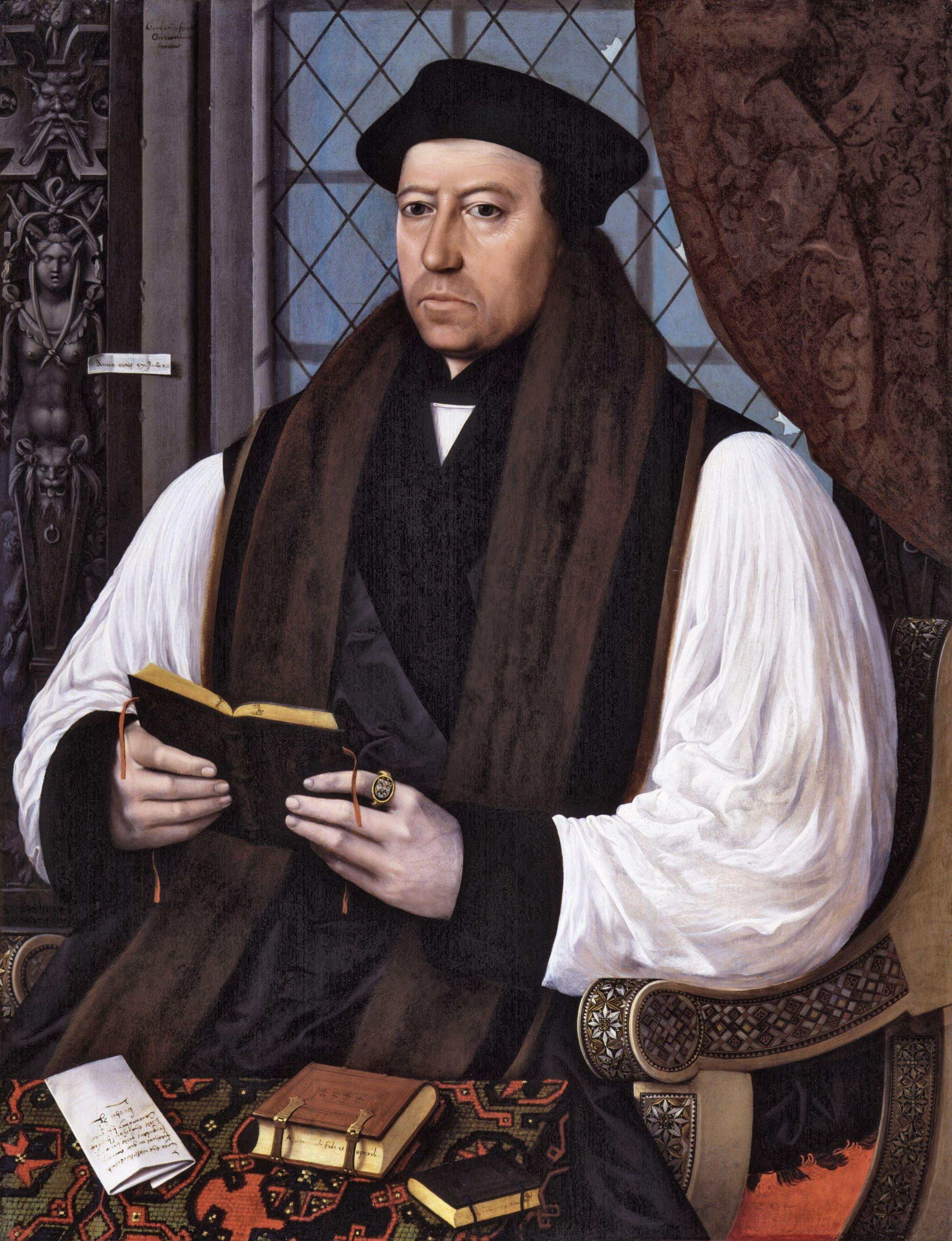
توماس كرانمر (1489–1556)، رئيس أساقفة هنري الثامن في كانتربري ومحرر ومؤلف مشارك لكتابي الصلاة الأولى والثانية.

تضاءلت قوة روما شيئًا فشيئًا. وفي 1532، قدم كرومويل إلى البرلمان ادعاءًا ضد الأسقف الذي أدرج فيه تسع شكاوى ضد الكنيسة، بما في ذلك إساءة استخدام السلطة والقوة التشريعية المستقلة في الهيئة. وأخيراً في 10 مايو، طالب الملك بالدعوة إلى أن الكنيسة تتخلى عن كل سلطة لوضع القوانين. وفي 15 مايو / أيار، قُدّم طلب من رجال الدين، والذي اعترف بالسيادة الملكية على الكنيسة بحيث لم يعد بإمكانها وضع قانون كنسي بدون ترخيص ملكي - أي بدون إذن الملك - وبالتالي إضعافها كجهاز لصنع القوانين. كان في وقت لاحق من برلمان عام 1534 ثم تكرر مرةُ أخرى في عام 1536. في اليوم التالي بعد ذلك، اعتذر العديد عن منصب المستشار، وتركوا كرومويل ككبير وزراء هنري. لم يصبح كرومويل مستشارًا أبدًا؛ حيث جاءت سلطته - وفُقدت - من خلال علاقاته غير الرسمية مع هنري.
وتبع ذلك عدة قوانين للبرلمان. اقترح أناتس القانون في ضبط النفس المشروط بأنعلى رجال الدين دفع ما لا يزيد عن 5 في المئة من عائدات السنة الأولى إلى روما. كان هذا الأمر مثيرًا للجدل في البداية وتطلب من هنري أن يزور مجلس اللوردات ثلاث مرات للإطاحة مجلس العموم.

أعلن قانون ضبط الاستئناف الذي صاغه كرومويل، باستثناء حظر النداءات إلى روما في المسائل الكنسية الآتي:
إنجلترا هو إمبراطورية عالمية، وقد تم قبول ذلك في جميع أنحاء العالم، يحكمه رئيس واحد وملك يتمتعان بالكرامة والسلطات الملكية للتاج الإمبراطوري لذاتهما، ولهما هيئة سياسية تشمل جميع الأنواع والدرجات بشروط وأسماء قضائية وزمنية، ويقع على عاتقهم عبء الطاعة والدين.
أعلن هذا إنجلترا كدولة مستقلة. وصف المؤرخ الإنجليزي جيفري إلتون هذا القانون بأنه مكون أساسي لثورة تيودور؛ لأنه يشرح نظرية السيادة الوطنية. حظر قانون منع القيود المفرطة جميع المزايدات من جانب روما وألمح أيضًا بإمكانية معاقبة الكاتدرائيات إذا رفضت ترشيح الملك للأسقف. وأخيرًا في عام 1534، نصّب البرلمان الملك هنري رئيسًا أعلى لكنيسة إنجلترا وتجاهل أي أعراف أو قوانين أجنبية أو سلطات أجنبية.

في هذه الأثناء، بعد أن ذهبت آن إلى فرنسا في شهر عسل ما قبل الزواج، تزوجها هنري في دير وستمنستر في يناير 1533. أصبح ذلك أسهل بسبب وفاة رئيس الأساقفة وارهام الذي كان خصمًا قويًا لإلغاء زواج الملك هنري من الملكة كاثرين. عين هنري توماس كرانمر خلفاً له كرئيس أساقفة كانتربري. كان كرانمر مستعدًا لمنح إلغاء الزواج من كاثرين كما طالب هنري، حيث ذهب إلى حد إصدار الحكم بأن زواج هنري مع كاثرين كان ضد قانون الله في 23 مايو. أنجبت آن ابنة، الأميرة إليزابيث، في سبتمبر 1533. استجاب البابا للزواج من خلال حرمان كنسي لهنري وكرنمر من الكنيسة الكاثوليكية الرومانية في 11 يوليو 1533. تم حرمان هنري مرة أخرى في ديسمبر 1538.

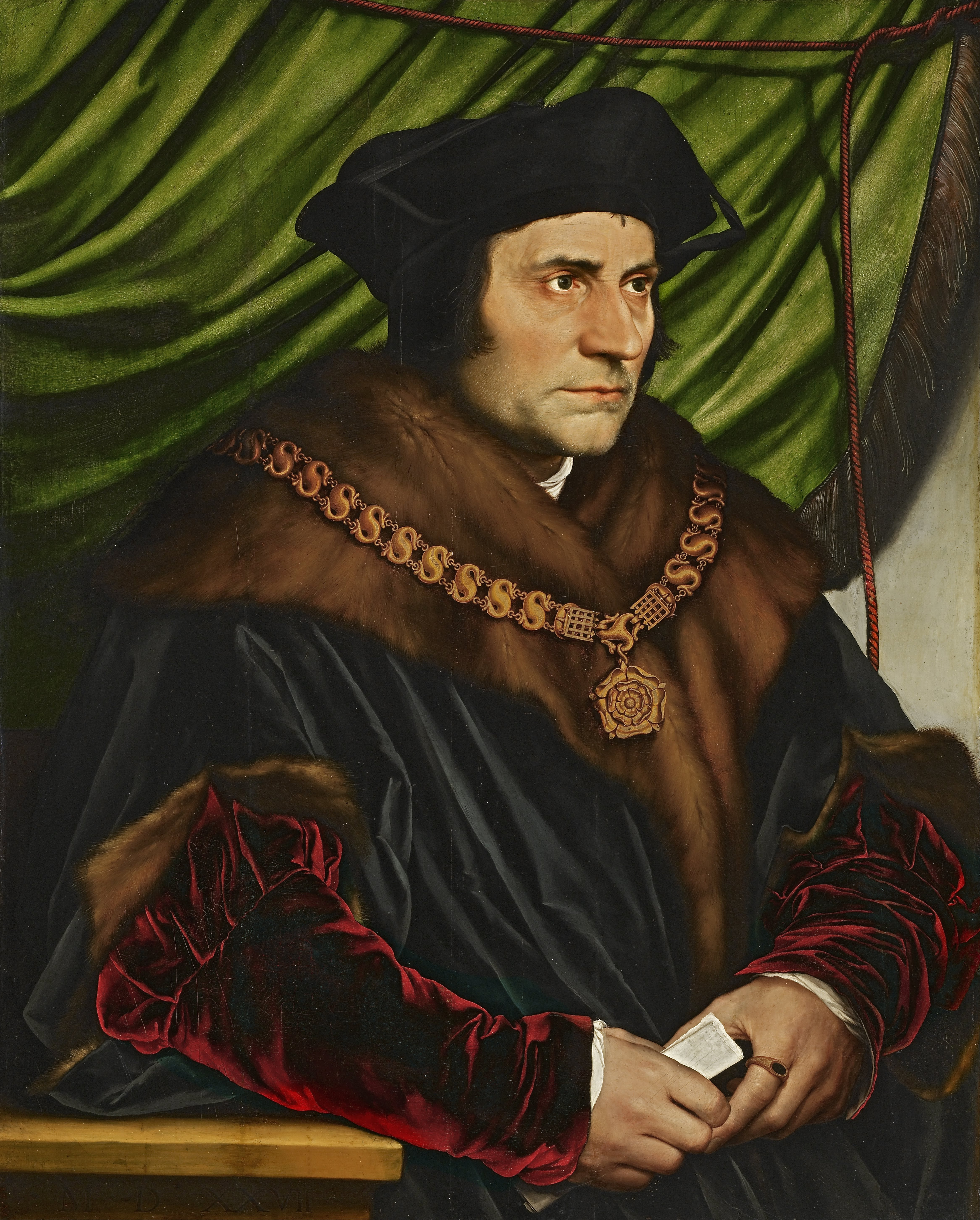
توماس مور ، مع جون فيشر زعيم المقاومة السياسية ضد الانفصال عن روما. أُعدم كلاهما في 1535.

وبالتالي، في العام نفسه قام قانون الفواكة الأول والعاشر بتحويل الضرائب على الدخل الكنسي من البابا إلى التاج. حظر القانون توزيع الدفع السنوي على ملاك الأراضي من دفع بنس واحد إلى البابا. كرر هذا القانون أيضا أن إنجلترا «لم تعد مشمولة بظل الله، ولكن فقط تحت رعاية الملك» وأن التاج الإمبراطوري لهنري قد تضاءل بسبب «اغتصاب غير معقول وغير معقول» لسلطات البابا.
في حال قاوم أي من هذا، وافق البرلمان على قانون الكنوز رقم 1534 الذي جعل من الخيانة العظمى عقوبة يعاقب عليها بالإعدام لإنكار الملكية. وفي العام التالي، أُعدم توماس مور وجون فيشر بموجب هذا التشريع. وأخيرًا في عام 1536، أصدر البرلمان القانون ضد سلطة البابا، والذي أزال الجزء الأخير من السلطة البابوية التي كانت لا تزال قانونية. كانت تلك النقطة نقطة قوة لروما في إنجلترا لتقرر الخلافات المتعلقة بالكتاب المقدس.

## الإصلاح المبكر
لم يكن الانشقاق عن روما بحد ذاته إصلاحًا. كان اللولاردز يدعون إلى تغيير لاهوتي جذري منذ القرن الرابع عشر. كانت لولاردي حركة مستمدة من كتابات جون ويكليف اللاهوتي ومترجم الكتاب المقدس والتي أكدت على أولوية الكتاب المقدس واعتُبرت كهرطقة من قبل الكنيسة. بعد إعدام السير جون أولدكاسل، زعيم تمرد حركة لولارد في عام 1415، لم يتمكنوا مرة أخرى من الوصول إلى مقاليد السلطة، وبحلول القرن الخامس عشر كان هناك انخفاض كبير في أعدادهم وتأثيرهم. ومع ذلك، كان العديد منهم ما يزال متواجدًا في لندن ووادي التايمز وإسكس وكنت وكوفنتري وبريستول وحتى في إنجلترا الشمالية، وتقبلوا إلى الأفكار البروتستانتية عندما أتوا، وبحثوا عن إصلاح في أسلوب حياة رجال الدين.
كانت هناك أفكار أخرى تنتقد التفوق البابوي لم تنشأ من حركة اللولارد، بل من قبل أولئك الذين أرادوا تأكيد سيادة الدولة العلمانية على الكنيسة وأيضاً من قبل التنويريين مثل توماس مور، كرانمر في البداية. وحذر بعض الإصلاحيين الرومان الكاثوليك الآخرين، بمن فيهم جون كوليت عميد القديس بولس من أن الزندقة لم تشكل خطرًا كبيرًا على كرجال الدين القساة والتشددين.
كانت وجهات نظر المصلح الألماني مارتن لوثر ومدرسته معروفة على نطاق واسع ومُتنازع عليها في إنجلترا. مثل التهديد الأساسي لفكره تبريره بالإيمان وحده بدلاً من الأعمال الصالحة، وهدّد الأساس الكامل لنظام التتالي الكاثوليكي الروماني بجماهيره المملوءة وصلواته للموتى بالإضافة إلى مذهبه المطهر. يمكن للعقيدة المسيحية في هذا السياق دون أفعال ورعة أو صلاة أو جماهي أن تؤمن نعمة الله.
وعلاوةً على ذلك، أدى انتشار الطباعة في نهاية القرن الماضي، إلى إنتاج الكتاب المقدس بكميات كبيرة. حُظِر ترجمة الكتاب المقدس للغات أخرى غير الإنجليزية من قبل ويليام تيندال ولكن كان من المستحيل منع نسخها من التهريب وقراءتها على نطاق واسع. وبهذا لم تعد الكنيسة قادرة على إملاء تفسيرها للكتاب المقدس.
حدث أول اجتماع مفتوح لدعم لوثر في كامبريدج في عام 1521 عندما شوه طالب نسخة من الوثيقة البابوية لإدانة لوثر. سرعان ما أصبح مجموعة من طلاب الجامعات، الذين اجتمعوا في حانة وايت هورس من منتصف عشرينيات القرن التاسع عشر وأصبحت تعرف باسم ألمانيا الصغيرة مؤثرة. ضم أعضاء لك المجموعة روبرت بارنز، وهيو لاتيمر، وجون فريث وتوماس بيلني وأُعدموا حرقًا في النهاية بتهمة الهرطقة.
بصفته مستشارًا، شنّ توماس مور حملة قوية ضد الهرطقة. بين 1530 و1533، حُرِق توماس هيتون أول شهيد بروتستانتي في إنجلترا وتوماس بيلني وريتشارد بايفيلد وجون توكسبوري وجيمس بينهام وتوماس بينيت وتوماس هاردينج وجون فريث وأندرو هيويت حتى الموت. وفي عام 1531، أُدين ويليام تريسي بعد وفاته بالهرطقة بسبب إنكاره للمطهر وتأكيد التبرير بالإيمان، وتم تشريح جثته وإحراقها.
بينما كان البروتستانت يشكلون جزءًا صغيرًا فقط من السكان، فإن الصدع المتنامي بين الملك والبابوية أعطى البروتستانتين إحساسًا جديدًا بالثقة. نوقشت الأفكار المهرطقة بشكل علني في إسيكس وسوفولك بين عامي 1531 و1532. ولأنهم يميلون إلى معارضة التفوق الملكي، كان الكاثوليكيون المحافظون في موقف دفاعي، بينما وجد البروتستانت فرصًا لتشكيل تحالفات جديدة مع المسؤولين الحكوميين.

## الإصلاح الهنريكي

### الإصلاح المعتدل
بحلول عام 1529، كان هنري الثامن يستعمل لغة الإصلاح الجذري بشكل علني ويتحدث عن احتفالات روما غير الضرورية، ويلقي باللوم على البابوية في العديد من الحروب والبدع. وبتشجيع من آن بولين، بدأ يقرأ أيضًا الكتب البروتستانتية، مثل دعم الفقراء لسيمون فيش و طاعة الرجل المسيحي لتيندال. جادل تيندال بأن المطالبات البابوية والكتابية إلى السلطة المستقلة كانت غير كتابية وأن «قانون الملك هو قانون الله». في عام 1531، سعى هنري من خلال روبرت بارنز، ورأي لوثر إلى السماح بإلغاء الزواج. لكن الناظم اللاهوتي لم يوافق.
بعد موت وارهام، نُصِّب كرانمر رئيس أساقفة كانتربري بموافقة البابوية في 1533. كان تحول كرانمر إلى البروتستانتية جزءًا من عضويته في الفريق الذي تفاوض من أجل إلغاء الزاوج، وأخيراً جاء من خلال إقامته مع أندرياس أوسياندر في نورنبرج في 1532. كما تزوّج كرانمر أيضًا سرًا من ابنة أوسياندر. كان كرانمر معقدًا من حقيقة أن اللوثريين لم يكونوا مؤيدين لإلغاء الزواج. شعر كرانمر والملك هنري بضرورة طلب المساعدة من ستراسبورغ وبازل، مما جعله على اتصال مع الأفكار الأكثر تطرفًا المرتبطة بهولدريخ زوينكلي.
في عام 1534، كفل قانون جديد للبدعة عدم معاقبة أي شخص بسبب حديثه ضد البابا، كما جعل من الصعب إدانة شخص بالبدعة. تبع ذلك فترة من الارتباك العقائدي حيث حاول كل من المحافظين والإصلاحيين تشكيل اتجاه المستقبل للكنيسة. ساعد الإصلاحيون توماس كرومويل. وفي يناير 1535، جعل الملك كرومويل نائبه للشؤون الدينية والقضائية. وعلى نحو فعال كنائب الملك، كانت سلطة كرومويل أكبر من سلطة الأساقفة، حتى أن رئيس أساقفة كانتربري كان خاضعًا لكرومويل. وبسبب نفوذ آن بولين إلى حد كبير، عُيّن عدد من البروتستانت الأساقفة بين 1534 و1536. وكان من بينهم لاتيمر وتوماس غودريتش وجون سالكووت ونيكولاس شاكستون ووليام بارلو وجون هيلسي وإدوارد فوكس. إلا أن الاساقفة البروتستانتيون ظلوا أقلية.
لم يكن برنامج كرومويل الي أُنشأ بمساعدة من تأثير آن بولين على التعيينات الأسقفية ضد رجال الدين وقوة روما فقط. أقنع هنري بأن السلامة من التحالفات السياسية التي قد تحاول روما جمعها تكمن في المفاوضات مع الأمراء اللوثريين الألمان في رابطة الاتحاد الشمالكالدي. ويبدو أيضًا أن هناك إمكانية لأن يقوم تشارلز الخامس الإمبراطور الروماني المقدس، بالانتقام من عمته المُطلّقة الملكة كاثرين وإنفاذ حرمان البابا لكنه لم يُقدم أبداً على أي شيء ولكنه جلب أفكار إنجلترا اللوثرية.
في عام 1536، تبنت الدعوة أول بيان مذهبي لكنيسة إنجلترا المعروف بالمقالات العشرة. تبع ذلك كتاب الأساقفة عام 1537 م. أسس هذا المذهب نصف اللوثري للكنيسة. كان التبرير بالإيمان، المؤهل بالتركيز على الأعمال الصالحة بعد التبرير، تدريسًا أساسيًا. تم خفض لأسرار المقدسة السبعة إلى ثلاثة فقط - المعمودية، والقربان المقدس والتكفير عن الذنب. تم تقويض التدريس الكاثوليكي في الصلاة للقديسين، والمطهر واستخدام الصور.
كانت التجاوزات من عام 1536 إلى عام 1538 أكثر ما يلفت الانتباه، كما كانت محل اعتراض الكثيرين. بدأ البرنامج بإلغاء العديد من أيام العيد مثل مناسبة الرذيلة والعاطفة والتي كان لها تأثير فوري على حياة القرية خاصةً في وقت الحصاد. تم تقليل العروض على الصور، وكذلك الحج، ثم تبعها حل الأديرة. وُضع الكتاب المقدس في اللغتين الإنجليزية واللاتينية في كل كنيسة ليقرأه الناس، ولكن هذا المطلب تم تجاهله بهدوء من قبل الأساقفة لمدة عام أو أكثر. عندما بدأت عملية الإصلاح تؤثر على مدن وقرى إنجلترا، لم يعجب هذا العديد من الناس في العديد من الأماكن. اتخذ بعض الرعايا خطوات لإخفاء الصور والآثار من أجل إنقاذهم من المصادرة والتدمير.
يقول المؤرخ ديارميد ماككلوتش في دراسته حول إصلاح الإصلاح في إنجلترا (1547-1603) أنه بعد 1537، تميزت إصلاحات إنجلترا بكراهيتها للصور، كما أثبتت أعمال مارغريت أستون بشأن تحطيم المعتقدات التقليدية ورموز الأيقونات مرارًا وتكرارًا.

### حل الأديرة

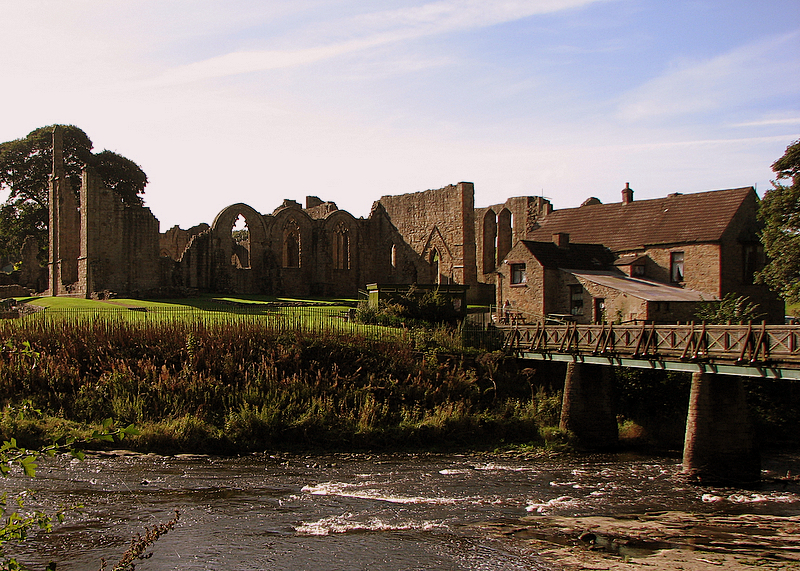
بقايا دير بينديكتين، بالقرب من دورهام. أٌغلق الدير في عام 1535.

في عام 1534، شرع كرومويل في زيارة للأديرة لفحص حالتها ظاهريًا، ولكن في الواقع، لتقييم أصولها بهدف نزع الملكية. كان التاج يواجه صعوبات مالية، كما جعلت ثروة الكنيسة الاستيلاء على ممتلكات الكنيسة مغريًا وممكنًا على النقيض من ضعفها السياسي. لم يكن قمع الأديرة لجمع الأموال معروفًا في السابق. وقد فعلت كرومويل الشيء نفسه بناءًا على تعليمات الكاردينال وولسي لجمع الأموال لإنشاء كليتين مقترحتين في إبسوتش وأكسفورد قبل ذلك.
سُمح بالزيارة لإجراء جرد لما تمتلكه الأديرة، وزعم المفوضون الزائرون أنهم كشفوا عن الفجور الجنسي والفساد المالي بين الرهبان والراهبات، والذي منح التاج الملكي المبرر الظاهري لقمعهم. امتلكت الكنيسة ما بين خمس وثلث الأراضي في جميع أنحاء إنجلترا، مما جعل كرومويل يدرك أنه يمكن أن يكتسب طبقة النبلاء إلى صف السمو الملكي عن طريق بيعه لكم هائل من أراضي الكنيسة، وأن أي ارتداد إلى التفوق الملكي السابق سيؤدي إلى إزعاج العديد من الأشخاص الأقوياء في المجال. ولهذه الأسباب المختلفة، بدأ حل الأديرة عام 1536 بإصدار قانون حل الأديرة الصغرى، مما أثر على المنازل الأصغر - التي تبلغ قيمتها أقل من 200 جنيه إسترليني في السنة. استخدم هنري العائدات للمساعدة في بناء دفاعات ساحلية ضد الغزو المتوقع، ومنح جميع الأراضي للتاج أو بيعها لنبلاء الطبقة الأرستقراطية. في حين أثار التفوق الملكي بعض الدهشة ، إلا أن المساس بالأديرة ودور العبادة أثّر على الناس. هاجمت الغوغاء تلك المرسلة لتفريق المباني الرهبانية، وهوجم مفوضي القمع من قبل السكان المحليين في عدة أماكن. كانت هناك سلسلة من الانتفاضات من قبل الروم الكاثوليك ضد تلك القرارات في أواخر 1536 وأوائل 1537 في إنجلترا الشمالية.
في خريف عام 1536، كان هناك حشد كبير وصل عدده إلى 40000 شخص في هورنكاسيل بمقاطعة لنكولنشاير. تمكنت طبقة النبلاء بصعوبة من تفريق هذه الجماهير الذين حاولوا دون جدوى التفاوض مع الملك عن طريق التماس. كانت قضية مهاجرو الرحمة مسألة أكثر خطورة. انتشر التمرد عبر يوركشاير، وتجمع المتمردون في يورك. وتفاوض قائد فريقهم روبرت آسك على استعادة ستة عشر من الأديرة الشمالية الستة والعشرين التي تم حلها بالفعل. ومع ذلك، تم تجاهل الوعود التي قدمها لهم دوق سوفولك بناء على أوامر الملك. تم توجيه سوفولك لقمع التمرد. أُعدم سبعة وأربعون من متمردي لينكولنشاير، و 132 من مهاجرو الرجمة. حدثت تمردات أخرى في كورنوال في أوائل عام 1537، وفي وولسينغهام بمقاطعة نورفك.
استغرق الأمر أربع سنوات لإكمال عملية كرومويل. وفي 1539، انتقل إلى حل الأديرة الكبيرة التي نجت في وقت سابق. أُخليت العديد من المباني طواعيةً، على الرغم من إغراء البعض بالأموال. عندما أغلقت منازلهم، سعى بعض الرهبان إلى الانتقال إلى منازل أكبر. رفض العديد من الكهنة العلمانيين ذلك الإخلاء بما في ذلك ثمانية عشر قسيسًا مما أدّى لقتلهم.
وضع هنري الثامن خطة شخصية لتشكيل ثلاثة عشر أبرشية جديدة على الأقل بحيث أن معظم المقاطعات لديها واحدة على أساس دير سابق، على الرغم من أن هذا المخطط تم تنفيذه جزئيًا فقط. تم تأسيس أبرشيات جديدة في بريستول، وغلوستر، وأوكسفورد، وبيتربرة، وتشستر.

### عكس الإصلاح
لم يتغير إلغاء السلطة البابوية على الإطلاق من أجل التغيير المنظم، بل من أجل الشقاق والعنف. أُبلغ كرومويل يوميًا بتحطيم المعتقدات التقليدية، والتدمير، والنزاعات داخل المجتمعات التي أدت إلى العنف، والتحدي الجذري لجميع أشكال الإيمان يوميًا، وحاول إخفاء كل ذلك عن الملك. عندما عرف هنري ما هو مقدم عليه تصرف. وهكذا في نهاية 1538، صدر إعلان يمنع الكلام الحر في السر المقدس ومنع الزواج المكتبي، على ألم الموت.
ترأس هنري شخصيًا محاكمة جون لامبرت في نوفمبر عام 1538 بسبب إنكاره الوجود الحقيقي. وفي الوقت نفسه، شارك في صياغة إعلان يعطي قائلون بتجديد المعمودية والسر المقدس عشرة أيام للخروج من البلاد. وفي عام 1539، أقرّ البرلمان المواد الستة التي أعادت التأكيد على الممارسات الكاثوليكية الرومانية مثل التبادلية والتبجيل الكتابي وسر التوبة إلى الكاهن والعقوبات المقررة في حال إنكار أحدها. تابع هنري نفسه عيد الفصح في ذلك العام.
في 28 يونيو 1540 تم إعدام كرومويل، مستشار هنري لفترة طويلة وخادمه المخلص. قُدّمت أسباب مختلفة مفادها : أن كرومويل لم تطبق قانون المواد الستّة، كما أنه أيد بارنز ولاتيمر وغيره من الزنادقة، وأنه كان مسؤولاً عن زواج هنري من آن من كليفز زوجته الرابعة.تبع ذلك العديد من الاعتقالات الأخرى بموجب هذا القانون.
بدأ هنري في 1540 هجومه على التوافر الحر للكتاب المقدس. وفي عام 1536، أصدر كرومويل تعليمات لكل أبرشية للحصول على كتاب واحد من الكتاب المقدس بأكمله من المجلد الأكبر في اللغة الإنجليزية بحلول عيد الفصح 1539. وقد تم تجاهل هذه التعليمات إلى حد كبير، لذلك طُبعت نسخة جديدة من الكتاب المقدس، ورُخّص لويليام تيندال لترجمته للإنجليزية والعبرية واليونانية في أغسطس 1537. ولكن بحلول 1539، أعلن هنري عن رغبته في تصحيحها، وأشار كرانمر إلى الجامعات للقيام بمراجعتها .
كان العديد من الرعايا على أية حال مترددون في استخدام الإنجيل الإنجليزي. كان المزاج العام السائد في تلك الفترة هو المزاج المحافظ، والي عبّر عن خوفه من أن قراءة الكتاب المقدس بالإنجليزية سيؤدي إلى الهرطقة. تم إزالة العديد من الكتب المقدسة التي تم وضعها. وبموجب قانون 1543 من أجل تقدم الدين الحقيقي، قام الملك هنري بتقييد قراءة الكتاب المقدس للرجال والنساء من الطبقة النبيلة. وأعرب عن مخاوفه للبرلمان في عام 1545 من أن كلمة الله متنازع عليها في كل بيت وحانة صغيرة، على عكس المعنى الحقيقي والعقيدة نفسها.
وبحلول عام 1546، كان المحافظون أمثال دوق نورفولك، وويتسونلي، وغاردينر، وتانستول في حالة صعود. كما هُيئوا ليكونوا أعضاءًا في مجلس ريجنسي بإرادة الملك عند وفاته. ومع ذلك، بحلول الوقت الذي توفي فيه في عام 1547، تمكن إدوارد سيمور، وإيرل هيرتفورد، شقيق جين سيمور، الزوجة الثالثة للملك هنري، من خلال عدد من التحالفات مع البروتستانت المؤثرين مثل جون دادلي من للسيطرة على مجلس الملكة الخاص. أقنع الملك هنري بتغيير إرادته ليحل محل دوق نورفولك، وويتسونلي، وغاردينر، وتانستولكمنفذين مع أنصار سيمور.

## إصلاح الملك إدوارد

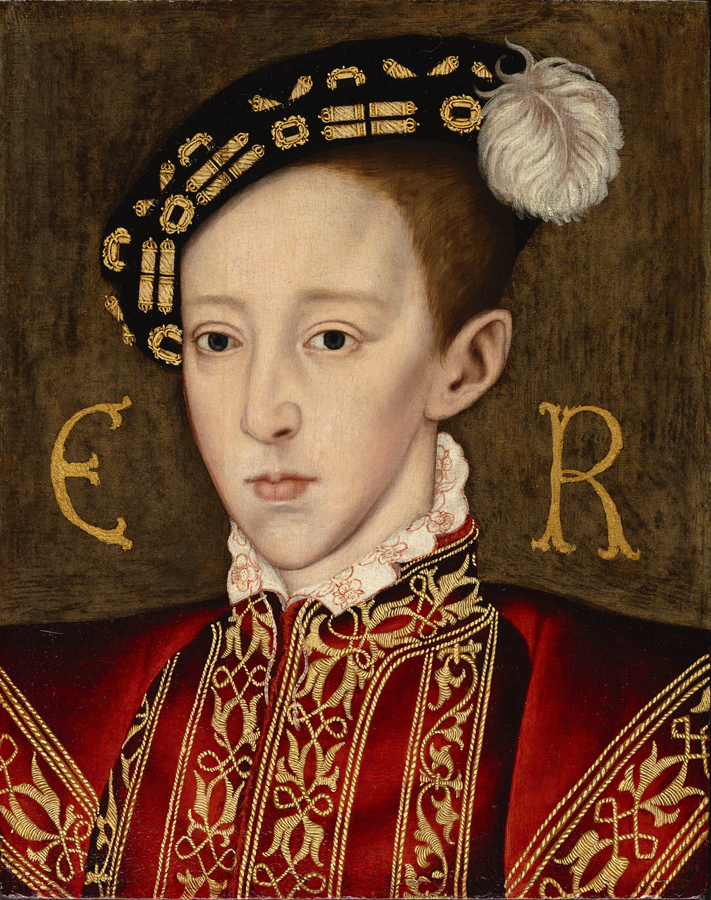
الملك إدوارد السادس ملك إنجلترا، الذي انتقل في عهده إصلاح الكنيسة الأنغليكانية في اتجاه أكثر بروتستانتية.

عندما توفي الملك هنري في عام 1547، ورث ابنه إدوارد السادس العرش. كان إدوارد طفلاً صغيرًا تم تربيته كبروتستانتي، ولكن كان في البداية قليل الخبرة سياسيًا. تولى إدوارد سيمور الوصاية عليه وعمل كحاكم افتراضي مع بعص السلطات السيادية. أصبح دوق سومرست مترددًا في البداية جزئيًا؛ لأن صلاحياته لم تكن دون تحديد. ولكنه قبل الأمر لأنه كان يرى ميزة سياسية في القيام بذلك.
كانت الأحكام الصادرة في عام 1547 ضد الصور أكثر رسوخًا من تلك التي صدرت عام 1538، ولكن فُرِضَت بشكل أكثر شدة. تم الأمر في البداية بشكل غير رسمي، ثم من خلال التعليمات. كان يجب تفكيك جميع الصور في الكنائس. تم تشويه وتدمير الزجاج الملون، والأضرحة والتماثيل. تم قطع رودس، والتي غالبًا ما تكون بالغرف العلوية والشاشات. كما حُظرت الملابس الدينية وإحراقها أو بيعها. ورُفع شرط أن يكون الأسقف عازبًا. كما حُظرت المواكب ورماد النخيل. وأُلغيت أيضًا احتفالات الموتى تمامًا. يؤكد المؤرخ الحديث ديكنز أن الناس توقفوا عن الاعتقاد في الاحتفالات الجماهيرية من أجل الاعتقاد في المطهر، في حين أن آخرين مثل إيمون دافي جادلوا بأن هدم الكنائس الصغيرة وإزالة الصور تزامن مع نشاط الزوار الملكيين. غالبًا ما تكون الأدلة غامضة.
في عام 1549 قدم كرانمر كتابًا للصلاة المشتركة باللغة الإنجليزية، في حين جميع احتفظت جميع المظاهر بهيكل القداس. كما تغير اللاهوت حتى لا يتم تقديم الهدايا المقدسة من الخبز والنبيذ المكرسين لله كذبيحة رغم أنه كان يدرك جيدًا أن هذه كانت عقيدة الكنيسة منذ أواخر القرن الثاني. استُعيدت تلك الطقوس من قِبَل غير المحلفين الاسكتلنديين من الكنيسة الاسكتلندية والكنيسة البروتستانتية الأسقفية للولايات المتحدة في عام 1789. وفي 1550 استُبدلت المذابح الحجرية بطاولات شركة خشبية، واستراحة عامة للغاية مع الماضي، لأنها غيرت نظرة وتركيز تصميمات الكنيسة الداخلية.
ضمن النظام الجديد بشكل أقل وضوحًا، ولكن بشكل مؤثر صلاحيات عدة للوزراء البروتستانت بدلًا من الكهنة الكاثوليك الرومان، وهو تكيف محافظ معترف به من مسودة بوكان. تذكر بعض الكتب التاريخية بوضوح الخلافة التاريخية ووُصفت بأنها حالة أخرى من اعتماد كرانمر الانتهازي لأشكال الحكم القرون الوسطى لأغراض جديدة. وفي 1551، أُعيد تشكيل الأسقفية بوصول البروتستانت إلى المناصب من الآن فصاعدًا، واصلت حركة الإصلاح مسارها على قدم وساق. وفي عام 1552، استُبدل كتاب الصلاة - الذي وافق عليه الأسقف المحافظ ستيفن غاردينر من زنزانته في السجن ووصفه بأنه صبغة التفسير الكاثوليكي - بدعاء صلاة ثانٍ أكثر راديكالية غيّر العبادة لإزالة أي إحساس بأن القربان المقدس هو ذبيحة مادية قدمت إلى الله مع الإيمان بأنه كان بمثابة تضحية من الشكر والثناء. كما ألغى برلمان الملك إدوارد مقالات والده الست.
لم يكن تطبيق مباديء اللوثرية الجديدة دائمًا بدون صراع. كانت هناك تمردات في شرق أنجليا وفي ديفون، كما كان هناك حشود في كورنوال حيث أرسل العديد من الرعايا شبابهم. أُخمدت تلك الحشود فقط بعد خسائر كبيرة في الأرواح. وفي أماكن أخرى، كانت أسباب التمرد أقل سهولةُ، ولكن بحلول يوليو في جميع أنحاء جنوب إنجلترا، كان هناك «الهدوء الهادئ»، الذي تسبب في الضجة في العديد من الأماكن، وأهمها تمرد كيت في نورويتش.
وبصرف النظر عن هذه الأمثلة الأكثر روعة من المقاومة، واصل بعض الكهنة في بعض الأماكن قول الصلاوات وملاك الأراضي لدفعهم للقيام بذلك. انتشرت معارضة إزالة الصور - لدرجة أنه عندما تم خلال ولاية الكومنولث، كلف وليام داوسنغ بمهمة صورة في سوفولك. كانت مهمته كما سجلها التاريخ هائلة. في كنت والجنوب الشرقي، كان الامتثال في الغالب أمرًا صعبًا. فبالنسبة للكثيرين، كان بيع الأقمشة والصفائح فرصة لكسب المال، ولكن تغلغلت أفكار الإصلاح في التفكير الشعبي في لندن وكينت بشكل كبير.
كان تأثير المقاومة هو إسقاط سومرست كحامي للرب، بحيث خشي البعض في عام 1549 من أن الإصلاح سوف يتوقف. كان كتاب الصلاة نقطة التحول، لكن ليسلي الذي أصبح الآن إيرل وارويك، أصبح رئيسًا لمجلس الملكة الخاص، وكان انتهازيًا على الإطلاق، وشهد المزيد من تنفيذ سياسة الإصلاح كوسيلة لهزيمة منافسيه. في ظاهر الأمر، غيّر تدمير وإزالة الأديرة من الكنيسة إلى الأبد. أخفت العديد من الكنائس أثوابها وتماثيلها، ودفنت مذابح الحجر. كما كان هناك العديد من الخلافات بين الحكومة والأبرشيات حول ملكية الكنيسة. وهكذا، عندما تُوفي إدوارد في يوليو 1553، وحاول دوق نورثامبرلاند أن يجعل البروتستانتية ليدي جين غراي الملكة، أعطت عدم شعبية المصادرات ماري الفرصة لأن تُنصب نفسها ملكة، أولاً في سوفولك، ثم في لندن بتزكية من الحشود.

## استعادة السيطرة الرومانية الكاثوليك تحت حكم الملكة ماري الأولي
في عام 1553، في عهد ابنة الملك هنري الكاثوليكية، الملكة ماري الأولى، أُلغي التشريع الإصلاحي وسعت ماري لتحقيق لم الشمل مع روما. كان أول عمل لها في البرلمان هو التحقق بأثر رجعي من زواج هنري من والدتها ، ومن ثم إضفاء الشرعية على مطالبتها بالعرش.
غير أن تحقيق هدفها لم يكن مباشرًا، كان البابا مستعدًا فقط لقبول إعادة التوحيد بعد تسوية الخلافات حول ممتلكات الكنيسة - والتي تعني عمليًا السماح للأشخاص الذين اشتروا ممتلكات الكنيسة القديمة بالاحتفاظ بها. وهكذا وصل الكاردينال ريجينالد بول ليصبح رئيس أساقفة كانتربري خلفًا لكرانمر. سُجن كرانمر وحوكم وأُعدم بدعة الهرطقة بدلًا من الخيانة لتأييده مزاعم ليدي جين غراي. كان يمكن أن يكون انقلابه عن البروتستانتية بمثابة انقلاب كبير. ولسوء حظها، تخلّ كرانمر عن معتقداته بشكل غير متوقع في اللحظة الأخيرة لأنه كان سيُحرق على الحلبة، مما أدى إلى تدمير انتصار حكومتها المزعوم.
إذا كانت ماري ستقوم بتأمين إنجلترا للكاثوليكية الرومانية، فقد احتاجت إلى وريث. وبناءًا على نصيحة من الإمبراطور الروماني المقدس كارلوس الخامس تزوجت من ابنه فيليب الثاني ملك إسبانيا. كانت ماري في حاجة إلى منع أختها البروتستانتية غير الشقيقة إليزابيث من أن ترث التاج وبالتالي إرجاع إنجلترا إلى البروتستانتية. كانت هناك معارضة وصلت لدرجة تمرد في كِنت بقيادة السير توماس ويات، على الرغم من أنه قدم أن فيليب لن يرث المملكة إذا لم يكن هناك وريث. لم تحمل الملكة ماري، ومن المحتمل أنها كانت تعاني من السرطان. ومن المفارقات الأخرى، تُوفي البابا يوليوس وخليفته البابا بولس الرابع، وأُعلنت الحرب على فيليب. رفضت ماري السماح له بالرحيل، ومن ثم فإن الدعم الذي كانت قد تتوقعه من البابا ذهب هباءًا.

## تسوية إليزابيث الدينية

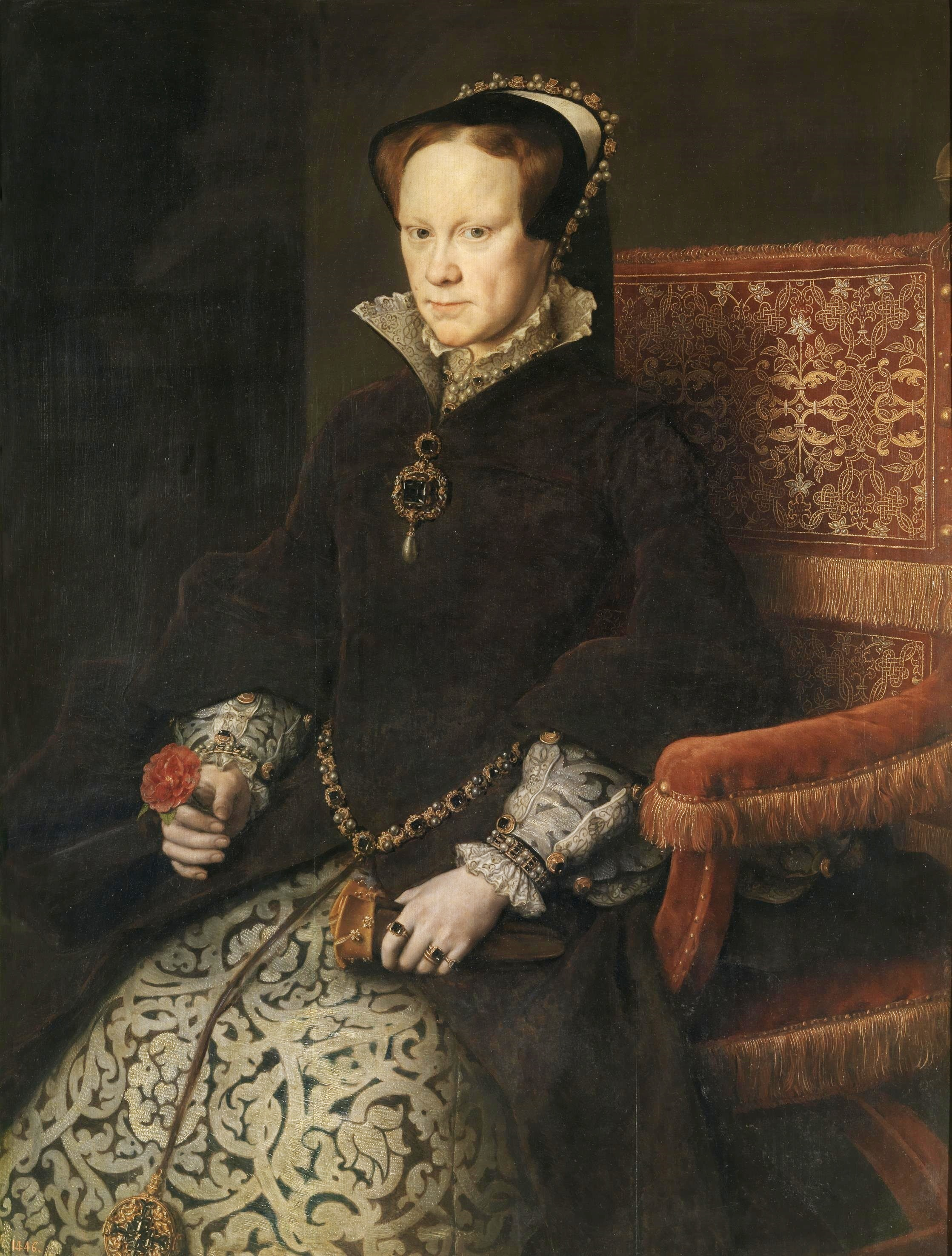
استعادت الملكة ماري الولاء الإنجليزي لروما.

بعد وفاة ماري التي لم تلد أي طفل، ورثت الأخت غير الشقيقة إليزابيث العرش. كان الدين المسيحي واحدًا من أهم الاهتمامات خلال فترة حكم إليزابيث المبكرة. لا يمكن أن تكون إليزابيث رومانية كاثوليكية، لأن تلك الكنيسة تعتبرها غير شرعية. في الوقت نفسه، لاحظت الاضطرابات الناجمة عن إدوارد في إدخال الإصلاحات البروتستانتية الراديكالية. قطعت إليزابيث مرة أخرى التواصل مع الكنيسة الكاثوليكية الرومانية. واعتمدت في المقام الأول على مستشاريها الرئيسيين، السير وليام سيسيل كوزير للخارجية، والسير نيكولاس بيكون بصفته اللورد حارس الختم العظيم، للتوجيه في الحكم. وقد أيدت بشكل رئيسي فكرة والدها عن إصلاح الكنيسة، لكنها أجرت بعض التعديلات الطفيفة. استهدفت إليزابيث ومستشاريها بهذه الطريقة الكنيسة التي تضمنت معظم آرائها.
تم استبعاد مجموعتي الروم الكاثوليك الذين ظلوا موالين للبابا بعد أن حرم الملكة في عام 1570. اعتُبروا هؤلاء خونة، لأن البابا رفض قبول إليزابيث كملكة إنجلترا. أُعطي الروم الكاثوليك الاختيار الصعب للولاء إما إلى كنيستهم أو بلادهم. بالنسبة إلى بعض الكهنة، كان قرارهم يعني الفرار، وفي بعض الحالات الموت للخيانة.
أما المجموعة الأخرى التي لم يتم التسامح معها، فهي الأشخاص الذين أرادوا أن يذهب الإصلاح إلى أبعد من ذلك وتخلوا في النهاية عن كنيسة إنجلترا؛ إذ لم يعد بإمكانهم رؤيتها ككنيسة حقيقية. كانوا يعتقدون أن الكنيسة رفضت الانصياع للكتاب المقدس، لذلك قاموا بتشكيل مجموعات صغيرة من المؤمنين مقتنعين خارج الكنيسة. ردت الحكومة بالسجن والنفي لمحاولة سحق هؤلاء «الانفصاليين».
تضم كنيسة إنجلترا نفسها ثلاث مجموعات. أولئك الذين اعتقدوا شكل الكنيسة كان فقط ما يجب أن يتضمنه قادة مثل جون جويل وريتشارد هوكير. بحثت مجموعة ثانية عن فرص لإعادة تقديم بعض الممارسات الكاثوليكية الرومانية. سيكون لهؤلاء الانفصاليين فرصتهم تحت حكم الملك ستيوارت. أرادت المجموعة الثالثة، التي أطلق عليها اسم «البيوريتانيين»، إزالة الآثار المتبقية من الطرق القديمة. كان ملوك ستيوارت يعطونهم ممرًا تقريبيًا. في نهاية عهد إليزابيث، كانت كنيسة إنجلترا في مكانها الصحيح، لكنها احتفظت ببذور الصراع في المستقبل.
استُدعي برلمان إنجلترا في 1559 للنظر في مشروع قانون الإصلاح وخلق كنيسة جديدة. حدد مشروع قانون إصلاح القداس الإلهي كاحتفال استهلاكي على عكس الاحتفال عبر الجوهري، بما في ذلك إساءة استخدام سلطات البابا، وأمر بأن الوزراء -أي رجال الدين المعينين- لا ينبغي أن يرتدوا ثياب الكهنوت أو غيره من الثياب الكاثوليكية الرومانية. سُمح لرجال الدين - الشمامسة الكهنة والأساقفة - بالزواج، وحُظر استخدام الصور في الكنائس، واعتُبرت إليزابيث كحاكمة عليا لكنيسة إنجلترا.
واجه مشروع القانون مقاومة شديدة في مجلس اللوردات، حيث صوت الأساقفة الرومان الكاثوليك وكذلك الأقران العلمانيون ضده. كما أعادوا صياغة الكثير من مشروع القانون، وغيروا الدعاء للسماح بإيمان غير مشروع في الجماعة ورفضوا منح إليزابيث لقب رئيس الكنيسة العليا. تم تأجيل اجتماع البرلمان خلال عيد الفصح. وعندما استؤنفت الاجتماعات، دخلت الحكومة مشروعين جديدين إلى المجلسين - قانون السمو وقانون التوحيد.

### قانون السمو 1558

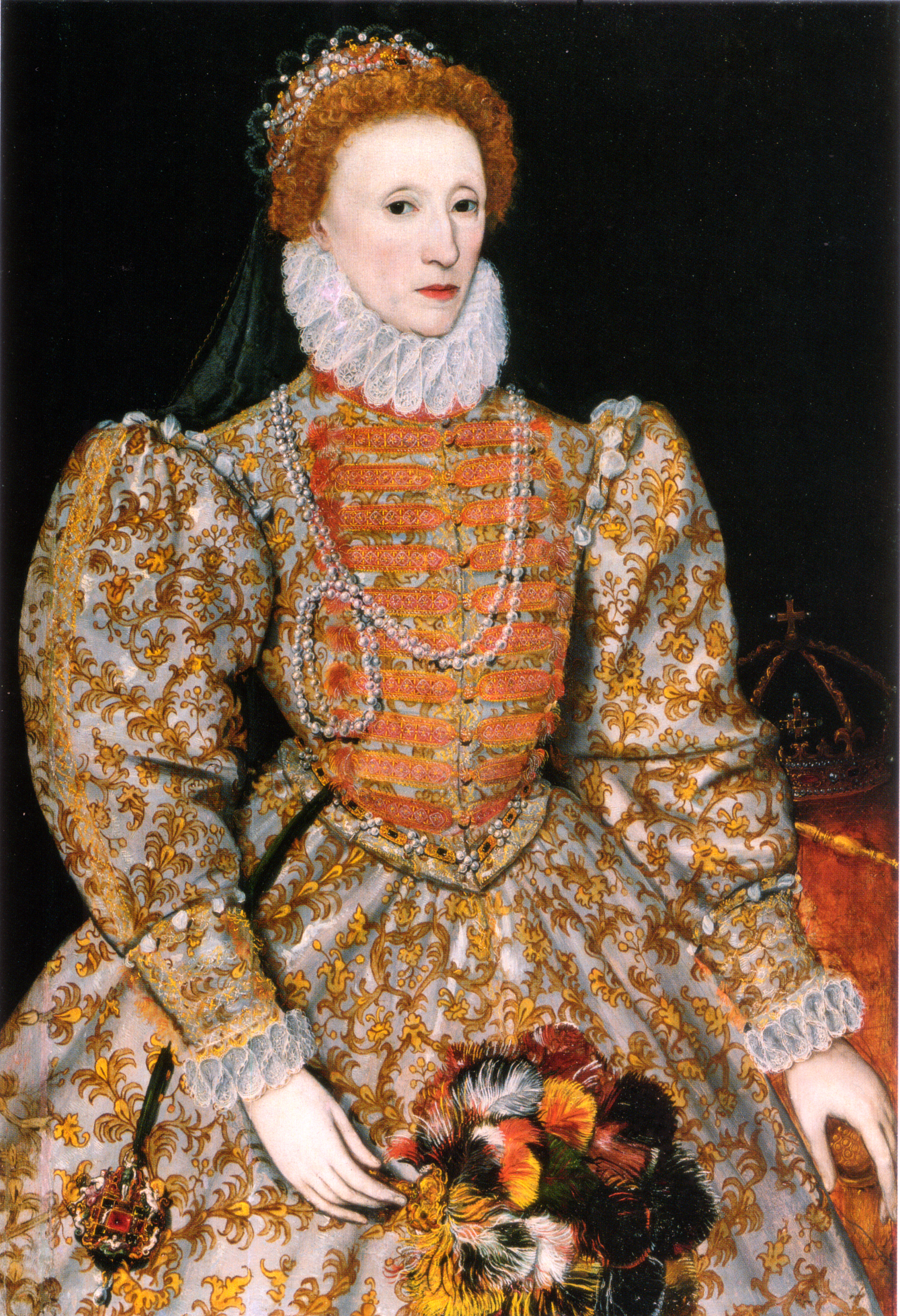
وصلت الملكة إليزابيث الأولى ملكة إنجلترا إلى تسوية دينية معتدلة.

جُعل هذا القانون لاغيًا وباطلًا مع بعض الاستثناءات المحددة في عام 1554. ألغت الملكة إليزابيث جميع تشريعات الملك هنري الثامن من عام 1529 فصاعدًا، والتي قيّدت سلطة روما. كما أكّد هذا القانون على إليزابيث كحاكمة عُليا لكنيسة إنجلترا. كان الحاكم الأعلى لقبًا ملتبسًا إلى حد ما كي يُطلق على إليزابيث. كان هذا مهمًا لسببين: (1) إقناع أولئك الذين شعروا أن المرأة لا تستطيع أن تحكم الكنيسة، (2) التصرفت بطريقة تصالحية تجاه الإنجليز الكاثوليك. بالنسبة إلى رجال الدين، كانت تغيرات إليزابيث أكثر جمالية من تلك التي فدّمها أخيها غير الشقيق إدوارد. فقد الكثير من الأساقفة عدا أنتوني كيتشين مناصبهم، كما حُرم مئات الزملاء من كلية أكسفورد من وظائفهم. استقال العديد من كبار الشخصيات بدلًا من أداء اليمين. استُبدل الأساقفة الذين عُزلوا من مقاعد الكنسية وعُيّن غيرهم ممن يوافقون على الإصلاحات. وبما أن الحكومة كانت قلقة من استمرار استمرارية الأوامر دون انقطاع ، فقد كرس ماثيو باركر رئيس أساقفة كانتربري على يد اثنين من الأساقفة الذين تم تكريسهم في منتصف الثلاثينات من القرن العشرين باستخدام البابوية واثنان مع الترتيبي الإنجليزي عام 1550.
وفيما يتعلق بمسألة الصور، كان رد فعل إليزابيث الأولّي هو السماح بالصلبان والشمعدان، ومع ذلك احتج بعض الأساقفة الجدد الذين قامت الملكة إليزابيث بترقيتهم . في عام 1560، سمح إدموند جريندال، وهو أحد المنفيين الذي عادوا إلى لندن في عهد الملكة إليزابيث ليُصبح أسقفًا، بتطبيق هدم الغرف العلوية في كنائس لندن. وفي عام 1561 أمرت الملكة بتدمير جميع الغرف العلوية للكانئس. بعد ذلك، ظهر التصميم على منع أي عملية ترميم أخرى من خلال عملية تدمير أكثر شمولاً للثقوب والأغطية، ومذابح الحجر، والتماثيل وغيرها من الحلي. كما عينت الملكة مجلسًا جديدًا خاصًا، وأخرجت العديد من المستشارين الروم الكاثوليك من خلال القيام بذلك. كما تضاءلت في عهد ملكة إليزابيث التحزُّبات داخل المجلس والصراعات في المحكمة إلى حد كبير. وفي نهاية الأمر، مُرر قانون التفوق دون صعوبة.

### قانون التوحيد 1558
مُرّر قانون التوحيد 1558 الذي أجبر الناس على حضور الكنائس يوم الأحد مع نسخة جديدة من كتاب الصلاة المشتركة بثلاثة أصوات فقط. كان قانون التوحيد أكثر حذرًا من مشروع قانون الإصلاح الأولي. أُلغيت القوانين القاسية المقترحة ضد الروم الكاثوليك، وأُزيلت عبارات الإساءة البابا وحوفظ على الصياغة التي سمحت بتفسيرات متساوية ومترتبة على حضور المسيحيين في القربان المقدس من دون تقديم أي إعلان حول هذه المسألة، وهو ما أُدين في الواقع في المقالات التسعة وثلاثون.
بعد رفض البرلمان، صاغت الملكة إليزابيث وسيسيل بعض التجاوزات الملكية. كانت هذه إضافات قيّمة إلى التسوية، وشددت إلى حد كبير على الاستمرارية مع الماضي الكاثوليكي - فقد أُمر رجال الدين بارتداء الرداء الديني الخاص بهم، وتم السماح باستخدام المقابر في الكاتدرائيات والكنائس الجماعية - خاصة وأن جميع رجال الدين عند اعتلائها العرش كانوا من الروم الكاثوليك. تم ترسيم الرجال إلى ثلاثة رتب تقليدية؛ الشماس الكاهن والأسقف. كما نصّ القانون على أن الحلي الخاصة بالكنيسة ووزرائها ستبقى كما كانت في السنة الثانية من حكم الملك إدوارد السادس في عام 1548، عندما كان الاحتفال بالقداس لا يزال يحتفل به (وفسرت حركة أكسفورد في القرن التاسع عشر هذا على أنه إذن لارتداء وغيرها من الازياء). كانت هناك معارضة لتلك التسوية في ريف إنجلتر ، والذي كان معظم قاطنيه من الروم الكاثوليك، لذا كانت التغييرات تهدف إلى قبول التسوية. لم تنج أي إصلاحات دينية بقدر ما نجح الأمر في عهد الملكة إليزابيث. فبينما كانت ماري قادرة على فرض برنامجها لمدة خمس سنوات فقط، استطاعت إليزابيث أن ترسخ الأمر لخمسة وأربعين عامًا.

### المتشددون والروم الكاثوليك
شهد عهد الملكة إليزابيث ظهور التطهيرية، الذي شمل هؤلاء البروتستانت المُوافقين على وجود كنيسة وطنية واحدة وشعروا أن الكنيسة قد تم إصلاحها جزئيًا. وتراوح التعصب البيوريتاني من العداء إلى محتوى كتاب الصلاة، إلى الرغبة في إصلاح إدارة الكنيسة بشكل جذري. نُصّب جريندال رئيس أساقفة كانتربري في 1575 واختار حتى معارضة الملكة في رغبته في تقديم جدول أعمال البيوريتانية. كما كتب مقالصا به أكثر من 6,000 كلمة ضد الملكة مثل تحملني على، أتوسل إليك سيدتي، إذا اخترت بالأحرى الإساءة إلى جلالتك الأرضية من الإساءة إلى جلال الله السماوي". تم وضعه قيد الإقامة الجبرية، ووضع موته نهايةً لآمال أنصاره في عام 1583.
وقد عكس خليفة جريندال رئيس الأساقفة ويتجيف، عزم الملكة على تأديب أولئك الذين لم يكونوا مستعدين لقبول تسويتها. فقد فرض التطرف درجة من الطاعة على رجال الدين التي أثارت على ما يبدو قلق وزراء الملكة مثل اللورد بورغلي. وانتشر في ذلك الوقت العديد من المقاطع المعروفة باسم «مارتن ماربيلات» والتي هاجمت رجال الدين المتشائمين بلهجة روحانية تشهيرية، والتي أغضبت رجال الدين البيروتيين الكبار.جعلت هزيمة الأرمادا الإسبانية في عام 1588 من الصعب على الكثير من البيوريتانيين أن يقاوموا الاستنتاج القائل بأنه بما أن الله «فجر رياحه وتناثرت» فإنه لا يمكن أن يسيء إلى المؤسسة الدينية في الأرض.

## الميراث
بحلول وقت وفاة الملكة إليزابيث، ظهر طرف ثالث معادٍ تمامًا للمتشددين لكنهم لم يلتزموا بلاهوت روما. فضّل هذا الفصيل الكتاب المنقح للصلاة المشتركة لعام 1559، والذي كان ضمن بعض الأمور المسيئة للروم الكاثوليك. تمت إزالة المتساهلين من المسرح. أصبح الخلاف الجديد الآن بين المتشددين الذين يرغبون في رؤية نهاية كتاب الصلاة والأسقفية، وهذا الطرف الثالث الذي تمثل في عدد كبير من الناس الذين بدوا متلهفين للتخلص من التعاليم الإليزابيثية، ورفضوا التنبّؤات والروحانيات التي نبعت من كتاب الصلاة، كما فضلوا حكم الأساقفة.
كان بين هاتين المجموعتين، بعد وفاة إليزابيث عام 1603 حلقة جديدة أكثر وحشية من الإصلاح. خلال فترة حكم ملوك ستيوارت، الملك جيمس الأول والملك تشارلز الأول، أصبحت خطوط المعركة أكثر تحديدًا، مما أدى في النهاية إلى الحرب الأهلية الإنجليزية. كانت تلك الحرب هي الأولى على الأراضي الإنجليزية. كانت الحرب جزئية فقط حول الدين، ولكن إلغاء كتاب الصلاة والأسقفية من قبل البرلمان البروتستانتي كان عنصراً في أسباب النزاع. وكما لاحظ المؤرخ ماكولوتش، يمكن التعرف على تراث هذه الأحداث الصاخبة، في جميع أنحاء الكومنولث الإنكليزي (1649-1660) وفترة الاسترداد التي أعقبتها، وما بعدها. كان هذا الطرف الثالث هو جوهر كنيسة إنجلترا التي تم ترميمها، ولكن على حساب المزيد من الانقسام والفُرقة.

## علم التأريخ
شهد تاريخ التأريخ للإصلاح الإنجليزي صدامات قوية بين الأنصار والعلماء المكرسين على مدى خمسة قرون. كانت التفاصيل الوقائعية الرئيسية على المستوى الوطني واضحة منذ عام 1900 على النحو الذي حدده على سبيل المثال جيمس أنتوني فرود، وألبرت بولارد.
شهد تاريخ التأريخ العديد من مدارس التفسير مع المؤرخين البروتستانت والكاثوليكيين والأنجليكان باستخدام وجهات نظرهم الدينية الخاصة. بالإضافة إلى ذلك، كان هناك تأويل جوهري كبير مؤثر مبني على البروتستانتية العلمانية الليبرالية، التي صورت الإصلاح في إنجلترا على حد تعبير إيان هازلت بأنه كقابلة ولّدت إنجلترا من العصور المظلمة إلى عتبة الحداثة، وكانت نقطة تحول نحو التقدم. وأخيرًا، كان التفسير الماركسي الجديد هو الذي شدد على التدهور الاقتصادي لنخبة القدامى في صعود طبقة النبلاء الوسطى والطبقة الوسطى. لا يزال لكل تلك الأساليب ممثلين، ولكن وقع التوجه الرئيسي للتاريخ العلمي منذ السبعينات في أربع مجموعات أو مدارس ، وفقًا لهازليت.
يقود جيفري إلتون الفصيل الأول بجدول أعمال متأصل في التأريخ السياسي. ويركز على الجزء العلوي من الدولة الكنسية الحديثة المبكرة التي تنظر إليه في آليات صنع السياسات وطرق تطبيقه. لم يكن العامل الرئيسي لإلتون الملك هنري الثامن، بل وزير خارجيته توماس كرومويل. ويقلل إلتون من الروح النبوية للإصلاحيين الدينيين في لاهوت الإدانة الحريصة، حيث يرفضها على أنها تدخلات خبيثة من المتعصبين والمتعصبين.
ثانياً، حفز جيفري ديكنز وغيره الأخذ في التأريخ من منظور ديني في المقام الأول. يعطي هذا الأولوية للجانب الديني وغير الموضوعي للحركة. وفي حين فرضت السلطات العُليا الاعتراف بالإصلاح مثلما كان في كل مكان آخر في أوروبا، إلا أنه استجاب أيضًا للطموحات من الأسفل. وقد تعرضت تلك المدرسة لانتقادات عديدة لتقليل قوة ما تبقى من الكاثوليكية الرومانية ومحاولة احياؤها. وقد أشاد بمعارضته للعلاقات الوثيقة مع التأثيرات الأوروبية. في مدرسة ديكنز، شدد ديفيد لودز على الأهمية اللاهوتية للإصلاح من أجل التنمية الأنجلو-بريطانية.
يتألف التنقيحيون من مدرسة ثالثة يقودها كريستوفر هيغ وجاك سكارسبريك والعديد من الباحثين الآخرين. كان إنجازهم الرئيسي اكتشاف مجموعة جديدة تمامًا من المصادر الأولية على المستوى المحلي، مما دفعهم إلى التركيز على الإصلاح كما حدث على أساس يومي ومحلي، مع تركيز أقل بكثير على السيطرة من الأعلى التي يؤكدون عليها التحول بعيدًا عن مصادر النخبة الذين أكدوا على سجلات الرعية المحلية، والملفات الأبرشية، وسجلات النقابة، والبيانات من الأحياء، والمحاكم، وخاصة الوصية الفردية.
وأخيرًا، جلب باتريك كولنسون وغيره الكثير من الدقة إلى تأريخ المشهد اللاهوتي، حيث قدّم المتشددون الكالفينيون الذين كانوا غير مُتسمين بالصبرالأنجليكي تنازلات عديدة. في الواقع كان المتشددون عبارة عن مجموعة فرعية متميزة لم تضم كل من المذهب الكالفيني. وهكذا ظهرت كنيسة إنجلترا كائتلاف من الفصائل، تقع كلها تحت سحابة الإلهام البروتستانتي.
انبثقت جميع المدارس الحديثة من تعليمات الملك هنري الثامن وتقلصت قدرتها على التحمل. كما اهتموا أكثر بالمحليات والكاثوليكية والراديكاليين والجماليات اللاهوتية. في الكاثوليكية، أكدت المدارس القديمة على مجهودات توماس مور (1470-1535)، بينما أهملت الأساقفة والعوامل الأخرى داخل المذهب الكاثوليكي. غالبًا ما تركز المدارس القديمة على نخبة لندن، وتتطلع المدارس الحديثة إلى القرى الإنجليزية.

### التأريخ
- Duffy، Eamon (2006). "The English Reformation After Revisionism". Renaissance Quarterly. ج. 59 ع. 3: 720–731. DOI:10.1353/ren.2008.0366. JSTOR:10.1353/ren.2008.0366. مؤرشف من الأصل في 2019-03-28.
- Haigh، Christopher (ديسمبر 1982). "The Recent Historiography of the English Reformation". Historical Journal. ج. 25 ع. 4: 995–1007. JSTOR:2638647.
- Marshall، Peter (يوليو 2009). "(Re)defining the English Reformation". Journal of British Studies. ج. 48 ع. 3: 564–86. JSTOR:27752571.
- Vidmar، John (2005). English Catholic Historians and the English Reformation: 1585–1954. Brighton: Sussex Academic Press. OCLC:54966133.
- Walsham، Alexandra (ديسمبر 2012). "History, Memory, and the English Reformation". Historical Journal. ج. 55 ع. 4: 899–938. DOI:10.1017/S0018246X12000362.